# Liophryne schlaginhaufeni
Liophryne schlaginhaufeni é uma espécie de anfíbio da família Microhylidae.
Pode ser encontrada nos seguintes países: Indonésia (Nova Guiné Ocidental)
e Papua-Nova Guiné.
Os seus habitats naturais são: florestas subtropicais ou tropicais húmidas de baixa altitude e regiões subtropicais ou tropicais húmidas de alta altitude.